# مونیکا ناپو
مونیکا ناپو (ایتالیایی: Monica Nappo؛ زادهٔ ۲۰ فوریهٔ ۱۹۷۱) بازیگر و کارگردان فیلم اهل ایتالیا است. 
از فیلم‌ها یا مجموعه‌های تلویزیونی که وی در آن‌ها نقش داشته است، می‌توان به تقدیم به رم با عشق اشاره نمود.